# 백치미
《백치미》는 1984년 3월 발매된 국보자매의 음반이다. A면 머릿곡이자 동명타이틀곡인 <백치미>를 포함, 총 12을 수록하고 있다. 이 음반에서는 장덕의 곡을 네 곡이나 수록하고 있는데, 이 중 <백치미>와 <사랑하고 있나봐요>는 처음 공개되는 곡이며 <끝없는 마음이야>와 <첫사랑>은 현이와 덕이와 장덕에 의해서 각각 발표되었던 곡을 리메이크 한 것이다. 현이와 덕이에 의해 발표된 바 있는 <끝없는 마음이야>는 영화 고교 명랑교실의 사운드트랙으로 사용되었지만 음반으로는 정식 발표되지 않았던 곡이며 <첫사랑>은 장덕의 데뷔 음반 《첫사랑》에 수록되었던 곡이다.

## 곡 목록
다음 곡 목록은 LP 기준이다.
Side one
1. "백치미" (장덕 작사 / 장덕 작곡)
2. "사랑하고 있나봐요" (장덕 작사 / 장덕 작곡)
3. "정든 배 떠나가네" (진명준 작사 / 원희명 작곡)
4. "그런대로 행복했지" (박건호 작사 / 김영광 작곡)
5. "너무 너무 사랑해" (문학천 작사 / 김현 작곡)
6. "춤을 추며 노래해요" (성희 작사 / 미상 작곡)

Side two
1. "끝없는 마음이야" (장덕 작사 / 장덕 작곡)
2. "첫사랑" (장덕 작사 / 장덕 작곡)
3. "다시 한번 생각해봐요" (유정 작사 / 진정훈 작곡)
4. "사랑의 잎새" (이옥영 작사 / 박성훈 작곡)
5. "내 모습이 쓸쓸해요" (박건호 작사 / 김영광 작곡)
6. "잊지마 잊지마" (문학천 작사 / 김현 작곡)